# 卡邦波河
卡邦波河（Kabompo River）是尚比西河上游的主要支流之一，整個河道在贊比亞境內，發源自尚比西河河源以東，在西北省流經尚比西河和剛果河盆地的分水嶺，也是贊比亞和剛果民主共和國接壤邊界的一部分。
13°35′00″S 24°13′50″E / 13.58333°S 24.23056°E